# Gadarat
Gadarat (auch Gadurat, unvokalisiertes Altäthiopisch gdr, altsüdarabisch gdrt) war ein König (Negus) von Aksum, der im frühen 3. nachchristlichen Jahrhundert regierte.
Von Gadarat stammt die älteste aksumitische Königsinschrift, in der er als "gdr, Negus von Aksum" bezeichnet wird. Eine in mehreren Exemplaren vorhandene Weiheinschrift aus Arhab im heutigen Jemen bezeugt außerdem, dass Gadarat sich mit ’Alhan Nahfan und dessen Sohn Sha'ir Awtar von Saba verbündete; jedoch wurde dieses Bündnis etwas später von Sha'ir Awtar wieder aufgelöst. Zwar sandte er in seiner Regierungszeit eine diplomatische Mission an Gadarat, deren Ausgang unbekannt ist. Doch kam es zu einem Krieg gegen Gadarats Sohn und wohl Heerführer BYGT (wohl Beygat) und die Aksumiter scheinen aus Südarabien abgezogen zu sein.